# Mackinia continentalis
Mackinia continentalis is een pissebed uit de familie Janiridae. De wetenschappelijke naam van de soort is voor het eerst geldig gepubliceerd in 1965 door Birstein & Ljovuschkin.